# Göteborgs spårvägs linjenät
|  |  | Urban head station |

|  |  | Urban straight track | Unknown BSicon "uSTR+l" | Unknown BSicon "uKBHFeq" |

| Urban head station |  | Urban straight track | Urban straight track | Urban head station |

| Unknown BSicon "uKRWl" | Unknown BSicon "uKRW+r" | Unknown BSicon "uABZgl+l" | Unknown BSicon "uKRZr+lr" | Urban straight with junctions to and from right |

| Unknown BSicon "uSTR+l" | Unknown BSicon "uTBHF" | Unknown BSicon "uKRZlr+lr" | Urban straight with junctions to and from right | Urban station on track |

| Unknown BSicon "uABZgl+l" | Unknown BSicon "uKRZlr+lr" | Unknown BSicon "uKRZlr+lr" | Urban straight with junctions to and from right | Urban station on track |

| Unknown BSicon "uBHFABZgl+l" | Unknown BSicon "uTBHF" | Unknown BSicon "uKRZ+l" | Unknown BSicon "uTBHF" | Unknown BSicon "uSTRr" |

| Unknown BSicon "uABZgl+l" | Urban straight with junctions to and from right | Urban end station | Urban straight track |  |

| Unknown BSicon "uABZgl+l" | Urban straight with junctions to and from right |  | Urban straight track |  |

| Urban straight track | Urban straight track |  | Urban end station |  |

| Urban end station | Urban straight track |  |  |  |

|  | Urban end station |

|  |  |  |  |  |

|  |  |  |  |  |

|  |  | Urban head station |

|  |  | Urban straight track | Unknown BSicon "uSTR+l" | Unknown BSicon "uKBHFeq" |

| Urban head station |  | Urban straight track | Urban straight track | Urban head station |

| Unknown BSicon "uKRWl" | Unknown BSicon "uKRW+r" | Unknown BSicon "uABZgl+l" | Unknown BSicon "uKRZr+lr" | Urban straight with junctions to and from right |

| Unknown BSicon "uSTR+l" | Unknown BSicon "uTBHF" | Unknown BSicon "uKRZlr+lr" | Urban straight with junctions to and from right | Urban station on track |

| Unknown BSicon "uABZgl+l" | Unknown BSicon "uKRZlr+lr" | Unknown BSicon "uKRZlr+lr" | Urban straight with junctions to and from right | Urban station on track |

| Unknown BSicon "uBHFABZgl+l" | Unknown BSicon "uTBHF" | Unknown BSicon "uKRZ+l" | Unknown BSicon "uTBHF" | Unknown BSicon "uSTRr" |

| Unknown BSicon "uABZgl+l" | Urban straight with junctions to and from right | Urban end station | Urban straight track |  |

| Unknown BSicon "uABZgl+l" | Urban straight with junctions to and from right |  | Urban straight track |  |

| Urban straight track | Urban straight track |  | Urban end station |  |

| Urban end station | Urban straight track |  |  |  |

|  | Urban end station |

|  |  |  |  |  |

|  |  |  |  |  |

Karta över linjer och hållplatser

Göteborgs spårvägs linjenät inkluderar alla spårvägssträckor som utgör Göteborgs spårväg. Banlängden är 161 km enkelspår. Nätet är uppbyggt så att de större linjerna går från en yttre förort, in genom stadskärnan, och ut till en annan yttre förort. Utöver dessa finns även ett par linjer som endast trafikerar de centrala delarna av staden. Samtliga linjer förutom linje 8 och 13 passerar hållplatsen Brunnsparken som är nätets viktigaste knutpunkt.

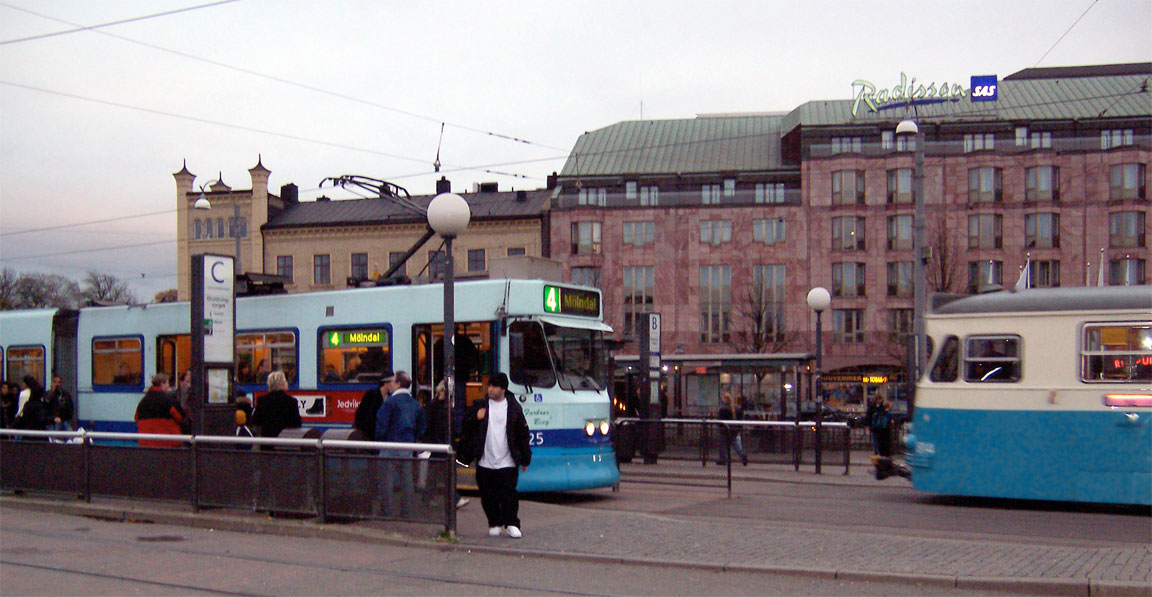
Spårvagnar vid Drottningtorget.

Ett problem som har uppstått när trafiken på nätet har ökat är att Brunnsparken blivit överbelastad och begränsar hela nätets trafikflöde. Projektet Kringen har skapats för att leda viss trafik förbi Brunnsparken och därmed kunna få högre kapacitet på nätet.
I centrala staden går spårvägarna vissa sträckor på områden enbart avsedda för spårvagnar, men till stor del går trafiken på vanliga gator bland annan trafik, dock oftast i kollektivkörfält där vanliga personbilar inte får köra. I trafikljuskorsningar har spårvagnarna prioritet i signalerna. Utanför innerstaden har spårvagnarna oftast egna banvallar att köra på. Spårvagnarna hindras på få ställen av bilköer och det ger nätet relativt hög medelhastighet jämfört med genomsnittliga utländska spårvagnsnät.
Spårvagnar har betydligt högre kapacitet än stadsbussar och man arbetar därför för att bygga ut det befintliga spårvägsnätet. Men då spårvägar är dyra att bygga så satsar man nu även på så kallade stombusslinjer. Det är busslinjer som fungerar efter spårvagnarnas principer med hög turtäthet, på- och avstigning genom alla dörrar, helst egna körfält och färre hållplatser jämfört med vanliga busslinjer. Man framhäver dessa linjer genom att rita dem på den officiella spårvagnskartan.
Linjenätet var 1950; 73 kilometer och antalet spårvagnar var 237 stycken (varav 119 motorvagnar).
Sammanfattning:
|  |  | Urban head station |

| Urban head station |  | Urban stop on track |  |  |

| Urban stop on track |  | Urban stop on track |  |  |

| Urban stop on track |  | Urban stop on track | Urban head station |  |

| Urban stop on track |  | Urban stop on track | Urban straight track |  |

| Urban stop on track | Urban head station | Urban straight track | Urban straight track |  |

| Urban stop on track + Unknown BSicon "lhSTRa@f" | Unknown BSicon "uKRWl" | Urban stop on track + Unknown BSicon "uKRW+r" | Urban stop on track |  |

| Unknown BSicon "uhHST" |  | Urban stop on track + Unknown BSicon "lCSTR" | Urban straight track |  |

| Urban stop on track + Unknown BSicon "lhSTRe@g" |  | Urban straight track + Unknown BSicon "lCSTR" | Urban stop on track |  |

| Unknown BSicon "uCBHF" |  | Urban stop on track + Unknown BSicon "lCSTR" | Urban straight track |  |

| Urban stop on track + Unknown BSicon "lCSTR" |  | Urban stop on track + Unknown BSicon "lCSTR" | Urban straight track |  |

| Urban straight track + Unknown BSicon "lCSTR" | Urban head station | Urban stop on track | Urban stop on track |  |

| Urban stop on track + Unknown BSicon "lCSTR" | Urban straight track | Urban straight track | Urban stop on track |  |

| Urban straight track + Unknown BSicon "lCSTR" | Urban stop on track | Urban stop on track | Unknown BSicon "uABZgl+l" | Unknown BSicon "uSTR+r" |

| Unknown BSicon "uCBHF" | Urban straight track | Urban stop on track | Urban straight track | Urban straight track |

| Urban straight track + Unknown BSicon "lCSTR" | Unknown BSicon "utSTRa" | Urban straight track | Urban straight track | Urban stop on track |

| Unknown BSicon "uhSTRa@g" | Urban tunnel stop on track | Urban straight track | Urban stop on track | Urban stop on track |

| Unknown BSicon "uhHST" | Unknown BSicon "utSTRe" | Urban stop on track | Urban straight track | Urban station on track |

| Unknown BSicon "uhSTRe" | Urban stop on track | Urban straight track | Urban stop on track | Urban stop on track |

| Urban station on track | Unknown BSicon "uBHFABZgxl+l" | Unknown BSicon "uSTRr" | Urban straight track | Urban stop on track + Unknown BSicon "lCSTR" |

| Urban stop on track | Unknown BSicon "uABZgl" | Urban transverse track | Unknown BSicon "uABZg+r" + Unknown BSicon "ul-HST" | Urban stop on track + Unknown BSicon "lCSTR" |

| Unknown BSicon "uhKRZWae" | Unknown BSicon "uKRWl" | Unknown BSicon "uKRW+r" | Urban stop on track | Urban stop on track + Unknown BSicon "lCSTR" |

| Unknown BSicon "uKRWgl" | Unknown BSicon "uKRW+r" | Urban straight track + Unknown BSicon "uLLSTRc2" | Urban stop on track + Unknown BSicon "uLLSTR3" | Urban stop on track + Unknown BSicon "lCSTR" |

| Urban straight track | Urban stop on track | Urban straight track + Unknown BSicon "uLLSTR+1" | Urban stop on track + Unknown BSicon "uLLSTRc4" | Urban stop on track |

| Urban stop on track + Unknown BSicon "uSTRc2" | Unknown BSicon "uABZg3" | Urban straight track | Urban stop on track | Urban straight track |

| Unknown BSicon "uTEEaq" + Unknown BSicon "uKBHF2" + Unknown BSicon "uKBHF1" | Unknown BSicon "uKBHFe-L" + Urban transverse track + Unknown BSicon "uSTRc34" | Unknown BSicon "uKBHFe-R" + Urban transverse track | Urban straight with junctions to and from right | Urban straight track |

| Unknown BSicon "uSPLa" + Unknown BSicon "uSTRc1" | Unknown BSicon "uHST2+4" | Unknown BSicon "uSTRc3" | Urban stop on track | Urban straight track |

| Unknown BSicon "uvSTR" | Unknown BSicon "uSTRc12" | Unknown BSicon "uHST+4" + Unknown BSicon "uKBHF3" | Urban stop on track | Urban stop on track |

| Unknown BSicon "uvSTR" | Unknown BSicon "uSTR+1" | Unknown BSicon "uSTRl" + Unknown BSicon "ulv-HST" + Unknown BSicon "uSTRc4" | Urban station on track + Unknown BSicon "uKRZ+r" | Unknown BSicon "uSTRr" |

| Unknown BSicon "uvSTR-BHF" | Urban straight track |  | Unknown BSicon "uKRWgl" | Unknown BSicon "uKRW+r" |

| Unknown BSicon "uvSTR-BHF" | Urban straight track |  | Unknown BSicon "utSTRa" | Urban stop on track |

| Unknown BSicon "uvBHF-STR" + Unknown BSicon "uv-SHI3l" | Urban straight track + Unknown BSicon "uSHI3+r" |  | Urban tunnel straight track | Urban stop on track |

| Unknown BSicon "uvSTR" | Urban stop on track |  | Urban tunnel straight track | Urban stop on track |

| Unknown BSicon "uvSTR-BHF" | Unknown BSicon "uKRWgl" | Unknown BSicon "uKRW+r" | Urban tunnel straight track | Urban stop on track |

| Unknown BSicon "uvSTR" | Urban stop on track | Urban stop on track | Unknown BSicon "utSTRe" | Urban straight track |

| Unknown BSicon "uSPLe" + Unknown BSicon "uKRW+l" | Unknown BSicon "uKRWgr" | Unknown BSicon "uKRWl" | Unknown BSicon "uKRWg+r" | Urban stop on track |

| Urban station on track | Unknown BSicon "uKRWl" | Unknown BSicon "uKRW+r" | Urban stop on track | Urban straight track |

| Unknown BSicon "uKRWgl" | Unknown BSicon "uKRW+r" | Urban stop on track | Unknown BSicon "uSPLa" | Urban straight track |

| Urban straight track | Urban stop on track | Urban stop on track | Unknown BSicon "uvSTR" | Urban straight track |

| Urban stop on track | Unknown BSicon "uKRWg+l" | Unknown BSicon "uKRWr" | Unknown BSicon "uvHST-STR" | Urban straight track |

| Urban straight track | Urban stop on track | Unknown BSicon "uSHI3+l" | Unknown BSicon "uvSHI3r-" + Unknown BSicon "uSHI1+l" | Urban straight track |

| Urban stop on track | Urban straight track | Urban stop on track | Urban straight track | Urban straight track |

| Unknown BSicon "uSPLa" | Urban station on track + Unknown BSicon "u-STRl" | Urban stop on track + Unknown BSicon "u-STRr" | Urban straight track | Urban straight track |

| Unknown BSicon "uvHST-" + Unknown BSicon "uv-STR2" | Unknown BSicon "uSTR2" + Unknown BSicon "uSTRc3" | Urban straight track + Unknown BSicon "uSTRc3" | Urban stop on track | Urban straight track |

| Unknown BSicon "uvHST-" + Unknown BSicon "uSTRc1" | Unknown BSicon "uSTR+4" + Unknown BSicon "uSTRc1" | Unknown BSicon "uABZ2+4g" | Terminus + Unknown BSicon "uSTRc3" | Urban straight track |

| Unknown BSicon "uSHI1+r" | Urban stop on track | Unknown BSicon "uSTRc1" | Unknown BSicon "uSTR+4" | Urban stop on track |

| Urban straight track | Urban stop on track |  | Urban stop on track | Urban straight track |

| Urban straight track | Urban stop on track | Unknown BSicon "uSTR+l" | Unknown BSicon "uTEEeq" + Urban station on track | Urban straight track |

| Urban stop on track | Urban straight track | Urban stop on track | Urban straight track | Urban straight track |

| Urban stop on track | Urban straight track | Urban stop on track | Urban straight track | Urban straight track |

| Urban stop on track | Unknown BSicon "uSHI1l" | Urban stop on track | Urban straight track | Urban straight track |

| Urban straight track | Unknown BSicon "uv-SHI3+l" + Unknown BSicon "uv-HST" | Unknown BSicon "uSHI3r" | Urban stop on track | Urban straight track |

| Unknown BSicon "uABZgl+l" + Unknown BSicon "ulHST~L" | Unknown BSicon "uv-STR" + Unknown BSicon "uv-STRr" + Unknown BSicon "uvSTR+r-" + Unknown BSicon "ulHST~R" |  | Urban straight track | Urban stop on track |

| Urban stop on track | Unknown BSicon "uvWSLe" |  | Urban straight track | Urban stop on track |

| Urban stop on track |  |  | Urban straight track | Urban stop on track |

| Urban station on track |  |  | Urban straight track | Urban end station |

| Urban stop on track |  |  | Urban stop on track |  |

| Urban stop on track |  |  | Urban stop on track |  |

| Urban stop on track |  |  | Urban stop on track |  |

| Urban stop on track |  |  | Urban stop on track |  |

| Urban stop on track |  |  | Unknown BSicon "utBHFa@g" |  |

| Urban stop on track |  |  | Unknown BSicon "utHSTe@g" |  |

| Urban stop on track |  |  | Urban stop on track |  |

| Urban end station |  |  | Urban end station |  |

## Linje 4, 8 och 9 mot Angered
Angeredsbanan går från Drottningtorget till Angereds centrum, och byggdes med större stationsavstånd och utan plankorsningar för att enkelt kunna konverteras till tunnelbana (under en övergångstid premetro, dvs tunnelbana med spårvagnstrafik). Längs banan finns en 2034 m lång tunnel, Hammarkulletunneln, med den underjordiska stationen i Hammarkullen. När tunnelbaneplanerna lades på is anslöts Angeredsbanan istället till det övriga spårvägsnätet. Den första delen, fram till Gamlestadstorget, kallas Snabbspåret och är numera gemensam med Bergsjölinjen. 
|  | Unknown BSicon "uextSTR3+1" |

|  |  |  |  |  |

| Unknown BSicon "uWSL+r" |

| Urban station on track |

| Unknown BSicon "utHSTa@f" |

| Urban tunnel stop on track |

| Urban tunnel straight track |

| Unknown BSicon "utSTRe" |

| Urban stop on track |

| Unknown BSicon "uFOW" |

| Unknown BSicon "uemABZg+l" | Unknown BSicon "exCONTfq" |  |  |  |

| Urban straight track |

| Urban straight track | Unknown BSicon "uSTR+l" | Unknown BSicon "uBHFq" | Unknown BSicon "uWSLeq" |  |

| Urban straight track | Unknown BSicon "uABZg+l" | Unknown BSicon "uHSTq" | Unknown BSicon "utSTRaq" | Unknown BSicon "utSTR+r" |

| Urban straight track | Urban stop on track |  |  | Unknown BSicon "utHSTea" |

| Urban straight track | Unknown BSicon "utHSTa@f" |  |  | Urban tunnel straight track |

| Urban straight track | Unknown BSicon "utSTRe" |  |  | Unknown BSicon "utHSTea" |

| Urban straight track | Urban stop on track |  |  | Urban tunnel straight track |

| Urban straight track | Unknown BSicon "uTUNNEL1" |  |  | Unknown BSicon "utHSTe@g" |

| Urban straight track | Unknown BSicon "uWSLga" |  |  | Urban station on track |

| Urban straight track | Urban stop on track |  |  | Unknown BSicon "uWSLe" |

| Urban straight track | Urban stop on track |  |  |  |

| Urban straight track | Urban stop on track |  |  |  |

| Urban straight track | Unknown BSicon "ueABZg+l" | Unknown BSicon "uexKBHFeq" |  |  |

| Urban straight track | Urban straight track | Unknown BSicon "uSTR+l" | Unknown BSicon "uBHFq" | Unknown BSicon "uWSLlq" |

| Urban straight track | Urban stop on track | Urban stop on track |  |  |

| Urban straight track | Urban stop on track | Urban stop on track |  |  |

| Urban straight track | Urban straight track | Urban straight track |  |  |

| Urban straight track | Urban straight track | Urban stop on track |  |  |

| Urban straight track | Urban straight track | Unknown BSicon "uABZgl+l" | Urban transverse track | Unknown BSicon "uSTR+r" |

| Urban straight track | Urban straight track | Unknown BSicon "uWSLg+l" |  | Urban stop on track |

| Urban straight track | Urban straight track | Urban stop on track |  | Urban straight track |

| Urban straight track | Urban straight track | Urban stop on track |  | Urban station on track |

| Urban straight track | Unknown BSicon "ueABZg+r" | Urban straight track |  | Unknown BSicon "uWSLgr" |

| Unknown BSicon "ueKRWgl" | Unknown BSicon "ueKRWgr+r" | Urban straight track |  | Unknown BSicon "uWSLg+r" |

| Unknown BSicon "uKRWgl+l" | Unknown BSicon "uxKRWgr" | Urban straight track |  | Urban straight track |

| Urban station on track | Unknown BSicon "uexBHF" | Urban straight track |  | Urban stop on track |

| Urban straight track | Unknown BSicon "uexHST" | Urban straight track |  | Urban straight track |

| Unknown BSicon "ueKRWg+l" | Unknown BSicon "uexKRWgr" | Urban straight track |  | Urban straight track |

| Unknown BSicon "ueKRWgl" | Unknown BSicon "uexKRWg+r" | Urban straight track |  | Urban stop on track |

| Urban straight track | Unknown BSicon "uexHST" | Urban straight track |  | Urban straight track |

| Unknown BSicon "uABZgl" | Unknown BSicon "uHSTq" | Unknown BSicon "uABZg+r" |  | Urban straight track |

| Urban straight track | Unknown BSicon "uexHST" | Urban station on track |  | Urban straight track |

| Urban straight track | Unknown BSicon "uexHST" | Urban straight track |  | Urban straight track |

| Urban straight track | Unknown BSicon "uexHST" | Urban stop on track |  | Urban straight track |

| Unknown BSicon "uABZg+l" | Unknown BSicon "uxKRZ" | Unknown BSicon "uABZgr" |  | Urban straight track |

| Urban straight track | Unknown BSicon "uexKRWl" | Unknown BSicon "ueKRWg+r" |  | Urban stop on track |

| Urban straight track |  | Urban stop on track |  | Urban stop on track |

| Urban straight track |  | Urban straight track | Unknown BSicon "uKDSTa" | Urban straight track |

| Urban straight track |  | Unknown BSicon "uABZgl+l" | Unknown BSicon "uABZr+r" | Unknown BSicon "uWSLg+l" |

| Urban straight track |  | Urban straight track | Urban non-passenger end station | Urban stop on track |

| Urban straight track |  | Urban stop on track |  | Urban stop on track |

| Urban straight track |  | Unknown BSicon "ueABZgl+l" | Unknown BSicon "uexSTR+r" | Urban straight track |

| Urban straight track |  | Urban straight track | Unknown BSicon "uexKDSTe" | Urban straight track |

| Unknown BSicon "ueABZgl" | Unknown BSicon "uexKDSTeq" | Unknown BSicon "uABZgl+l" | Unknown BSicon "uSTR+r" | Urban straight track |

| Unknown BSicon "ueHST" |  | Urban straight track | Urban straight track | Urban straight track |

| Unknown BSicon "uxABZgl" | Urban transverse track | Urban straight with junctions to and from right | Urban stop on track | Urban straight track |

| Unknown BSicon "exKBHFe" |  | Urban straight track | Urban straight track | Unknown BSicon "uÜSTr" |

| End station |  | Unknown BSicon "uSPLa" | Urban straight track | Urban straight track |

|  |  | Unknown BSicon "uvBHF" | Urban stop on track | Urban straight track |

|  | Unknown BSicon "uCONTgq" | Unknown BSicon "uvABZgr-STR" | Urban straight track | Urban straight track |

|  |  | Unknown BSicon "uvCONTf" | Urban straight track | Urban straight track |

|  |  | Urban continuation backward | Urban station on track | Urban straight track |

|  |  | Unknown BSicon "uSTRl" | Unknown BSicon "uKRZ+r" | Unknown BSicon "uSTRr" |

|  |  |  | Unknown BSicon "uÜSTr" |

|  |  | Unknown BSicon "uCONTgq" | Unknown BSicon "uABZgr" |  |

|  |  |  | Urban stop on track |

|  |  |  | Urban stop on track |

|  |  |  | Urban stop on track |

|  |  |  | Urban stop on track |

|  |  |  | Urban station on track |

|  |  |  | Unknown BSicon "uWSLgr" |

|  |  |  | Urban stop on track |

|  |  |  | Urban stop on track |

|  |  |  | Urban stop on track |

|  |  |  | Urban stop on track |

|  |  |  | Urban station on track |

|  |  |  | Unknown BSicon "uWSLr" |

|  |  |  |  |  |

|  |  |  |  |  |

|  |  |  |  |  |

|  | Unknown BSicon "uextSTR3+1" |

|  |  |  |  |  |

| Unknown BSicon "uWSL+r" |

| Urban station on track |

| Unknown BSicon "utHSTa@f" |

| Urban tunnel stop on track |

| Urban tunnel straight track |

| Unknown BSicon "utSTRe" |

| Urban stop on track |

| Unknown BSicon "uFOW" |

| Unknown BSicon "uemABZg+l" | Unknown BSicon "exCONTfq" |  |  |  |

| Urban straight track |

| Urban straight track | Unknown BSicon "uSTR+l" | Unknown BSicon "uBHFq" | Unknown BSicon "uWSLeq" |  |

| Urban straight track | Unknown BSicon "uABZg+l" | Unknown BSicon "uHSTq" | Unknown BSicon "utSTRaq" | Unknown BSicon "utSTR+r" |

| Urban straight track | Urban stop on track |  |  | Unknown BSicon "utHSTea" |

| Urban straight track | Unknown BSicon "utHSTa@f" |  |  | Urban tunnel straight track |

| Urban straight track | Unknown BSicon "utSTRe" |  |  | Unknown BSicon "utHSTea" |

| Urban straight track | Urban stop on track |  |  | Urban tunnel straight track |

| Urban straight track | Unknown BSicon "uTUNNEL1" |  |  | Unknown BSicon "utHSTe@g" |

| Urban straight track | Unknown BSicon "uWSLga" |  |  | Urban station on track |

| Urban straight track | Urban stop on track |  |  | Unknown BSicon "uWSLe" |

| Urban straight track | Urban stop on track |  |  |  |

| Urban straight track | Urban stop on track |  |  |  |

| Urban straight track | Unknown BSicon "ueABZg+l" | Unknown BSicon "uexKBHFeq" |  |  |

| Urban straight track | Urban straight track | Unknown BSicon "uSTR+l" | Unknown BSicon "uBHFq" | Unknown BSicon "uWSLlq" |

| Urban straight track | Urban stop on track | Urban stop on track |  |  |

| Urban straight track | Urban stop on track | Urban stop on track |  |  |

| Urban straight track | Urban straight track | Urban straight track |  |  |

| Urban straight track | Urban straight track | Urban stop on track |  |  |

| Urban straight track | Urban straight track | Unknown BSicon "uABZgl+l" | Urban transverse track | Unknown BSicon "uSTR+r" |

| Urban straight track | Urban straight track | Unknown BSicon "uWSLg+l" |  | Urban stop on track |

| Urban straight track | Urban straight track | Urban stop on track |  | Urban straight track |

| Urban straight track | Urban straight track | Urban stop on track |  | Urban station on track |

| Urban straight track | Unknown BSicon "ueABZg+r" | Urban straight track |  | Unknown BSicon "uWSLgr" |

| Unknown BSicon "ueKRWgl" | Unknown BSicon "ueKRWgr+r" | Urban straight track |  | Unknown BSicon "uWSLg+r" |

| Unknown BSicon "uKRWgl+l" | Unknown BSicon "uxKRWgr" | Urban straight track |  | Urban straight track |

| Urban station on track | Unknown BSicon "uexBHF" | Urban straight track |  | Urban stop on track |

| Urban straight track | Unknown BSicon "uexHST" | Urban straight track |  | Urban straight track |

| Unknown BSicon "ueKRWg+l" | Unknown BSicon "uexKRWgr" | Urban straight track |  | Urban straight track |

| Unknown BSicon "ueKRWgl" | Unknown BSicon "uexKRWg+r" | Urban straight track |  | Urban stop on track |

| Urban straight track | Unknown BSicon "uexHST" | Urban straight track |  | Urban straight track |

| Unknown BSicon "uABZgl" | Unknown BSicon "uHSTq" | Unknown BSicon "uABZg+r" |  | Urban straight track |

| Urban straight track | Unknown BSicon "uexHST" | Urban station on track |  | Urban straight track |

| Urban straight track | Unknown BSicon "uexHST" | Urban straight track |  | Urban straight track |

| Urban straight track | Unknown BSicon "uexHST" | Urban stop on track |  | Urban straight track |

| Unknown BSicon "uABZg+l" | Unknown BSicon "uxKRZ" | Unknown BSicon "uABZgr" |  | Urban straight track |

| Urban straight track | Unknown BSicon "uexKRWl" | Unknown BSicon "ueKRWg+r" |  | Urban stop on track |

| Urban straight track |  | Urban stop on track |  | Urban stop on track |

| Urban straight track |  | Urban straight track | Unknown BSicon "uKDSTa" | Urban straight track |

| Urban straight track |  | Unknown BSicon "uABZgl+l" | Unknown BSicon "uABZr+r" | Unknown BSicon "uWSLg+l" |

| Urban straight track |  | Urban straight track | Urban non-passenger end station | Urban stop on track |

| Urban straight track |  | Urban stop on track |  | Urban stop on track |

| Urban straight track |  | Unknown BSicon "ueABZgl+l" | Unknown BSicon "uexSTR+r" | Urban straight track |

| Urban straight track |  | Urban straight track | Unknown BSicon "uexKDSTe" | Urban straight track |

| Unknown BSicon "ueABZgl" | Unknown BSicon "uexKDSTeq" | Unknown BSicon "uABZgl+l" | Unknown BSicon "uSTR+r" | Urban straight track |

| Unknown BSicon "ueHST" |  | Urban straight track | Urban straight track | Urban straight track |

| Unknown BSicon "uxABZgl" | Urban transverse track | Urban straight with junctions to and from right | Urban stop on track | Urban straight track |

| Unknown BSicon "exKBHFe" |  | Urban straight track | Urban straight track | Unknown BSicon "uÜSTr" |

| End station |  | Unknown BSicon "uSPLa" | Urban straight track | Urban straight track |

|  |  | Unknown BSicon "uvBHF" | Urban stop on track | Urban straight track |

|  | Unknown BSicon "uCONTgq" | Unknown BSicon "uvABZgr-STR" | Urban straight track | Urban straight track |

|  |  | Unknown BSicon "uvCONTf" | Urban straight track | Urban straight track |

|  |  | Urban continuation backward | Urban station on track | Urban straight track |

|  |  | Unknown BSicon "uSTRl" | Unknown BSicon "uKRZ+r" | Unknown BSicon "uSTRr" |

|  |  |  | Unknown BSicon "uÜSTr" |

|  |  | Unknown BSicon "uCONTgq" | Unknown BSicon "uABZgr" |  |

|  |  |  | Urban stop on track |

|  |  |  | Urban stop on track |

|  |  |  | Urban stop on track |

|  |  |  | Urban stop on track |

|  |  |  | Urban station on track |

|  |  |  | Unknown BSicon "uWSLgr" |

|  |  |  | Urban stop on track |

|  |  |  | Urban stop on track |

|  |  |  | Urban stop on track |

|  |  |  | Urban stop on track |

|  |  |  | Urban station on track |

|  |  |  | Unknown BSicon "uWSLr" |

|  |  |  |  |  |

|  |  |  |  |  |

|  |  |  |  |  |

## Linje 6 mot Kortedala, Linje 7 och 11 mot Bergsjön
Linje 6, 7 och 11 mot Kortedala/Bergsjön svänger av från Gamlestadstorget och lämnar spåret som linje 4, 8 och 9 går på. På den första delen förbi SKF finns flera gatukorsningar, men efter Bellevue är linjen fri från gatukorsningar hela vägen till vändslingorna i Kortedala (Aprilgatan) och Bergsjön (Komettorget). På sträckan finns fem tunnlar, de s.k. Bergsjötunnlarna: mellan Nymånegatan och Runstavsgatan (150 m), mellan Runstavsgatan och Kortedala Torg (250 m), mellan Januarigatan och Galileis gata (450 m), mellan Galileis Gata och Teleskopgatan (280 m) samt mellan Teleskopgatan och Rymdtorget (450 m).
Linjen hette ursprungligen Kvibergslinjen. Den gick tidigare i Riddaregatan och (norra) Ånäsvägen. Den flyttades från (norra) Ånäsvägen till Gamlestadsvägen 1921, från Riddaregatan till (södra) Ånäsvägen 1964, slutligen från Gamlestadsvägen till väster om Gamlestadens fabriker 1972. Godsspåret till Slakthuset i Gamlestaden nedlades en kort tid efter öppnandet. Även persontrafik förekom fram till korsningen med Bergslagsbanan. Kvibergslinjens ändhållplats, nära det tidigare luftvärnsregementet, drogs in när linjen förlängdes till Kortedala år 1956. Det hade funnits planer på att denna gren skulle förlängas till Utby. Mark reserverades längs Utbyvägen, som än idag delvis kantas av breda gräsmattor.

## Linje 2 och 4 mot Mölndal
På sträckan Getebergsäng-Mölndal går spårvägen huvudsakligen på egen banvall mitt i gatan, dock med trafikljusreglerade korsningar i plan med korsande gator. Bussar går inte i spåren utan i körbanorna. Förutom vid ändhållplatsen finns en vändslinga i Krokslätt vid hållplatsen Lana. Mölndalslinjens ändpunkt var fram till 1960-talet belägen ett par hundra meter längre söderut. På 2000-talet kortades den ytterligare en aning såtillvida att passagerare inte längre får medfölja ända till vändslingan. En ny stationsbyggnad byggdes då i Mölndal uppe på Mölndals bro, strax ovanför den nya spårvagnshållplatsen, med rulltrappa och hiss upp.
Hållplatsen Getebergsäng bytte år 2020 namn till Liseberg Södra.

## Linje 3 mot Kålltorp, Linje 5 mot Östra sjukhuset
Kålltorpsloopen går i en båge från Korsvägen via Torp till Solrosgatans hållplats, där den ansluter till linjen från Östra sjukhuset. Den går på egen banvall, men med plankorsningar. Efter ungefär två tredjedelar av sträckan ligger hållplatsen Kålltorp/Torp, som har vändmöjligheter från båda hållen. Vid S:t Sigfrids Plan finns vändmöjligheter för vagnar som kommer från Korsvägen. Som destination skyltas den Torp söderifrån (linje 5) och Kålltorp (linje 3) norrifrån, för att indikera från vilket håll vagnarna går dit. Denna del av linjenätet kallas också för "Delsjölinjen", då den mellan Sankt Sigfrids plan och Bögatan löper i den så kallade "Delsjöravinen".
Under 2012 gjordes arbete för att förlänga linje 5 mot Östra sjukhuset, den så kallade Munkebäckslänken, genom att bygga direkta spår mellan hållplatserna Solrosgatan och Munkebäckstorget. Samtidigt byggdes Östra sjukhusets vändslinga ut till tre spår från nuvarande ett.
Arbetet skulle egentligen påbörjats 2008, men försenades på grund av finansieringsproblem. Bilkorsningen vid Munkebäckstorget gjordes om till en rondell genom vilken spårvagnarna åker. Länken kallas även "Munkebäckstriangeln" vilket är en konstruktion av göteborgshumorn och syftar på Bermudatriangeln. Trafiken på den förlängda linjen inleddes den 9 december 2012.

## Linje 1 mot Östra sjukhuset
Linjen till Östra sjukhuset går på särskild banvall efter Redbergsplatsen och utan plankorsningar efter Munkebäckstorget. Linjen byggdes till Östra sjukhuset i början av 1980-talet. Innan dess fanns en vändslinga vid Kaggeledstorget (skyltat Vidkärr).
Det har från och till funnits planer på att förlänga linjen till Vallhamra torg i Partille kommun och senare kanske även till Partille centrum. När Kålltorpslänken byggs kommer vändslingan vid Östra sjukhuset att byggas om för att göra det möjligt att vända två linjer där och förlänga linjen i framtiden.

## Spår på Skånegatan
Spårvägen på Skånegatan öppnades 2003. De har egen banvall med gräsyta mitt i gatan med gatukorsningar och trafikljus.

## Linje 5 och 6 mot Länsmansgården, Linje 10 mot Biskopsgården, Linje 13 mot Brämaregården
Götaälvbron invigdes 1939 och då började det finnas spårväg till Hisingen.
Linjen till Hisingen passerar över Hisingsbron i gatuspår (kollektivtrafikfil), men är helt fri från vägkorsningar i plan från strax efter Hjalmar Brantingsplatsen och Backaplan till ändhållplatsen i Länsmansgården. Fram till Eketrägatan, som har en vändslinga och en bussterminal går banvallen i västlig riktning mitt i Hjalmar Brantingsgatan. Spårvägen går oftast på bro över de vägar som korsar gatan. Efter Vårväderstorget, svänger banan av norrut. 
Från Eketrägatan grenade fram till 1968 också Bräckelinjen ut sig mot sydväst, med fyra hållplatser. Den revs på 1970-talet, men en kort sträcka finns kvar och används som prov- och övningssträcka. Det fanns planer på att Bräckelinjen skulle förlängas över den planerade Älvsborgsbron eller mot Volvo Torslandaverken, men i stället lades den ner.
Förutom linjerna till Länsmansgården och Bräcke har det funnits planer på att dra en linje till Tolered längs Björlandavägen på Hisingen, men de planerna övergavs.
Däremot finns det aktiva planer på att dra en linje till Backa från Hjalmar Brantingsplatsen  med en första etapp till Brunnsbo.
En linje till Lindholmen från Frihamnen börjar byggas 2023 och planeras att tas i trafik 2025.
|  |  |  | Unknown BSicon "uWSL+r" |

|  |  |  | Urban station on track |

|  |  |  | Urban stop on track |

|  |  |  | Unknown BSicon "uWSLg+r" |

|  |  | Unknown BSicon "uexWSL+r" | Urban station on track |  |

|  |  | Unknown BSicon "uexBHF" | Urban stop on track |  |

|  |  | Unknown BSicon "uexHST" | Urban stop on track |  |

|  |  | Unknown BSicon "uexHST" | Urban stop on track |  |

|  |  | Unknown BSicon "uexHST" | Urban stop on track |  |

|  |  | Unknown BSicon "uENDExa" | Urban stop on track |  |

|  |  | Unknown BSicon "uSTRl" | Unknown BSicon "uABZg+r" |  |

|  |  |  | Unknown BSicon "uWSLg+r" |

|  |  |  | Urban station on track |

|  |  |  | Urban stop on track |

|  |  |  | Urban stop on track |

|  |  |  | Unknown BSicon "uWSLga" |

|  |  |  | Urban stop on track |

|  |  |  | Urban stop on track |

|  |  |  | Urban station on track |

| Unknown BSicon "uexHSTq" | Unknown BSicon "uexSTR+r" | Water | Unknown BSicon "uABZgl+l" | Unknown BSicon "uKDSTeq" |

|  | Unknown BSicon "uexBHF" | Water | Urban stop on track |  |

| Unknown BSicon "uHSTq" | Unknown BSicon "uxABZg+r" | Water | Urban straight track |  |

| Unknown BSicon "uHSTq" | Unknown BSicon "uABZql" | Unknown BSicon "uhKRZWaeq" | Unknown BSicon "uSTRr" |  |

|  |  |  |  |  |

|  |  |  |  |  |

|  |  |  |  |  |

|  |  |  | Unknown BSicon "uWSL+r" |

|  |  |  | Urban station on track |

|  |  |  | Urban stop on track |

|  |  |  | Unknown BSicon "uWSLg+r" |

|  |  | Unknown BSicon "uexWSL+r" | Urban station on track |  |

|  |  | Unknown BSicon "uexBHF" | Urban stop on track |  |

|  |  | Unknown BSicon "uexHST" | Urban stop on track |  |

|  |  | Unknown BSicon "uexHST" | Urban stop on track |  |

|  |  | Unknown BSicon "uexHST" | Urban stop on track |  |

|  |  | Unknown BSicon "uENDExa" | Urban stop on track |  |

|  |  | Unknown BSicon "uSTRl" | Unknown BSicon "uABZg+r" |  |

|  |  |  | Unknown BSicon "uWSLg+r" |

|  |  |  | Urban station on track |

|  |  |  | Urban stop on track |

|  |  |  | Urban stop on track |

|  |  |  | Unknown BSicon "uWSLga" |

|  |  |  | Urban stop on track |

|  |  |  | Urban stop on track |

|  |  |  | Urban station on track |

| Unknown BSicon "uexHSTq" | Unknown BSicon "uexSTR+r" | Water | Unknown BSicon "uABZgl+l" | Unknown BSicon "uKDSTeq" |

|  | Unknown BSicon "uexBHF" | Water | Urban stop on track |  |

| Unknown BSicon "uHSTq" | Unknown BSicon "uxABZg+r" | Water | Urban straight track |  |

| Unknown BSicon "uHSTq" | Unknown BSicon "uABZql" | Unknown BSicon "uhKRZWaeq" | Unknown BSicon "uSTRr" |  |

|  |  |  |  |  |

|  |  |  |  |  |

|  |  |  |  |  |

## Linje 13 mot Sahlgrenska, Linje 2 mot Axel Dahlströms torg, Linje 8 mot Frölunda Torg, Linje 1 och 7 mot Tynnered
Från Linnéplatsen och strax väster om Sahlgrenska går spårvagnarna på särskild banvall utan plankorsningar till Tynnered, delvis längs Dag Hammarskjöldsleden på spår som ursprungligen tillhörde Säröbanan. Det har även funnits planer på att konvertera Säröbanan söder om Slottsskogen, där Tynneredslinjen viker av idag, till spårväg till Järnbrott. Vid Marklandsgatan ansluter ett spår från Mariaplan, och där finns vändmöjligheter från båda riktningarna. Vändslingor finns också i Högsbotorp (Axel Dahlströms Torg), Frölunda (Frölunda Torg) och Tynnered (Opaltorget). Slingan vid Frölunda Torg ligger i en 400 m lång tunnel. 

## Linje 9 och 11 mot Saltholmen
Långedragslinjen går mellan Järntorget och Saltholmen. Förutom huvudsträckningen finns även en alternativ rutt längs Bangatan, och en tvärförbindelse från Mariaplan till Marklandsgatan. Spåren går blandat i gatuspår (vanligen kollektivkörfält) och egen banvall, men har nästan inga planskilda korsningar. Linje 3, 9 och 11 använder dessa spår. Linje 11 går till Saltholmen hela året, linje 9 förlängs från Kungssten till Saltholmen sommartid.
|  | Urban continuation backward |

|  | Unknown BSicon "ueKRWgl" | Unknown BSicon "uexKRW+r" |  |  |

|  | Unknown BSicon "uSPLa" | Unused straight waterway |  |  |

| Unknown BSicon "ukABZq2" | Unknown BSicon "uSPLa+r" + Unknown BSicon "uvSTR" | Unused straight waterway |  |  |

|  | Unknown BSicon "uvBHF" | Unknown BSicon "uexHST" |  |  |

|  | Unknown BSicon "uvSHI1l-STRl" + Unknown BSicon "ukSTRc2" | Unknown BSicon "ukSTR3+l" + Urban transverse track | Unknown BSicon "uCONTfq" |  |

|  | Unknown BSicon "ukABZg+1" | Unused straight waterway |  |  |

|  | Urban stop on track | Unused straight waterway |  |  |

|  | Unknown BSicon "ueKRWg+l" | Unknown BSicon "uexKRWr" |  |  |

|  | Unknown BSicon "ueBHF" |

|  | Urban stop on track |

|  | Unknown BSicon "uABZgl+l" | Unknown BSicon "uSTR+r" |  |  |

|  | Urban stop on track | Urban stop on track |  |  |

|  | Urban stop on track | Urban stop on track |  |  |

|  | Urban stop on track | Urban stop on track |  |  |

| Unknown BSicon "uKDSTaq" | Urban straight with junctions to and from right | Urban stop on track |  |  |

|  | Urban stop on track | Urban stop on track |  |  |

|  | Unknown BSicon "uSPLa" | Unknown BSicon "uABZgl+l" | Unknown BSicon "uSTR+r" |  |

|  | Unknown BSicon "uSPLe" | Urban stop on track | Urban straight track |  |

|  | Urban stop on track | Urban straight track | Urban stop on track |  |

|  | Unknown BSicon "ueHST" | Urban straight track | Urban stop on track |  |

|  | Unknown BSicon "uSTRl" | Urban straight with junctions to and from right | Urban stop on track |  |

|  |  | Urban straight track | Urban straight track | Urban continuation backward |

|  |  | Urban straight track | Urban straight track | Urban station on track |

|  |  | Urban straight track | Unknown BSicon "uSTRl" | Urban straight with junctions to and from right |

|  |  | Urban stop on track |  | Urban stop on track |

|  |  | Urban stop on track |  | Unknown BSicon "uWSLge" |

|  |  | Urban station on track |  | Urban stop on track |

|  |  | Unknown BSicon "uWSLgr" |  | Urban stop on track |

|  |  | Urban stop on track |  | Urban stop on track |

|  |  | Urban stop on track |  | Urban stop on track |

|  |  | Urban stop on track |  | Unknown BSicon "utBHFa@f" |

|  |  | Urban stop on track |  | Unknown BSicon "uWSLgl" |

|  |  | Urban stop on track |  | Urban tunnel straight track |

|  |  | Urban stop on track |  | Unknown BSicon "utSTRe" |

|  |  | Unknown BSicon "uWSLgl" |  | Urban stop on track |

|  |  | Urban straight track |  | Urban stop on track |

|  |  | Urban station on track |  | Urban station on track |

|  |  | Unknown BSicon "uxWSLgl" |  | Unknown BSicon "uWSLl" |

|  |  | Unknown BSicon "uexKDSTe" |

|  |  | Pier |

|  | Urban continuation backward |

|  | Unknown BSicon "ueKRWgl" | Unknown BSicon "uexKRW+r" |  |  |

|  | Unknown BSicon "uSPLa" | Unused straight waterway |  |  |

| Unknown BSicon "ukABZq2" | Unknown BSicon "uSPLa+r" + Unknown BSicon "uvSTR" | Unused straight waterway |  |  |

|  | Unknown BSicon "uvBHF" | Unknown BSicon "uexHST" |  |  |

|  | Unknown BSicon "uvSHI1l-STRl" + Unknown BSicon "ukSTRc2" | Unknown BSicon "ukSTR3+l" + Urban transverse track | Unknown BSicon "uCONTfq" |  |

|  | Unknown BSicon "ukABZg+1" | Unused straight waterway |  |  |

|  | Urban stop on track | Unused straight waterway |  |  |

|  | Unknown BSicon "ueKRWg+l" | Unknown BSicon "uexKRWr" |  |  |

|  | Unknown BSicon "ueBHF" |

|  | Urban stop on track |

|  | Unknown BSicon "uABZgl+l" | Unknown BSicon "uSTR+r" |  |  |

|  | Urban stop on track | Urban stop on track |  |  |

|  | Urban stop on track | Urban stop on track |  |  |

|  | Urban stop on track | Urban stop on track |  |  |

| Unknown BSicon "uKDSTaq" | Urban straight with junctions to and from right | Urban stop on track |  |  |

|  | Urban stop on track | Urban stop on track |  |  |

|  | Unknown BSicon "uSPLa" | Unknown BSicon "uABZgl+l" | Unknown BSicon "uSTR+r" |  |

|  | Unknown BSicon "uSPLe" | Urban stop on track | Urban straight track |  |

|  | Urban stop on track | Urban straight track | Urban stop on track |  |

|  | Unknown BSicon "ueHST" | Urban straight track | Urban stop on track |  |

|  | Unknown BSicon "uSTRl" | Urban straight with junctions to and from right | Urban stop on track |  |

|  |  | Urban straight track | Urban straight track | Urban continuation backward |

|  |  | Urban straight track | Urban straight track | Urban station on track |

|  |  | Urban straight track | Unknown BSicon "uSTRl" | Urban straight with junctions to and from right |

|  |  | Urban stop on track |  | Urban stop on track |

|  |  | Urban stop on track |  | Unknown BSicon "uWSLge" |

|  |  | Urban station on track |  | Urban stop on track |

|  |  | Unknown BSicon "uWSLgr" |  | Urban stop on track |

|  |  | Urban stop on track |  | Urban stop on track |

|  |  | Urban stop on track |  | Urban stop on track |

|  |  | Urban stop on track |  | Unknown BSicon "utBHFa@f" |

|  |  | Urban stop on track |  | Unknown BSicon "uWSLgl" |

|  |  | Urban stop on track |  | Urban tunnel straight track |

|  |  | Urban stop on track |  | Unknown BSicon "utSTRe" |

|  |  | Unknown BSicon "uWSLgl" |  | Urban stop on track |

|  |  | Urban straight track |  | Urban stop on track |

|  |  | Urban station on track |  | Urban station on track |

|  |  | Unknown BSicon "uxWSLgl" |  | Unknown BSicon "uWSLl" |

|  |  | Unknown BSicon "uexKDSTe" |

|  |  | Pier |

## Gatuspår i Centrum
I centrum inklusive Linnéstaden går spårvagnarna i särskilda kollektivkörfält som delvis är igenfyllda kanaler. Det är många gatukorsningar. På en del håll får bilar köra i spårvagnsspåren.
|  |  | Unknown BSicon "exKBHFaq" | Urban continuation backward |  |

|  | Unknown BSicon "uexSTR+l" | Unknown BSicon "uxABZq+l" | Unknown BSicon "uABZgr+xr" |  |

|  | Unknown BSicon "uexBHF" | Urban straight track | Urban straight track |  |

|  | Unused straight waterway | Urban stop on track | Urban stop on track |  |

|  | Unknown BSicon "uexHST" | Urban straight track | Unknown BSicon "uWSLg+l" | Unknown BSicon "KBHFaq" |

|  | Unknown BSicon "uexHST" | Unknown BSicon "uABZg+l" | Unknown BSicon "uKRZlr+l" | Unknown BSicon "uBHFq" |

|  | Unknown BSicon "uexWBRÜCKE1" | Urban station on track | Unknown BSicon "uWBRÜCKE1" | Transverse water |

| Unknown BSicon "uSTR+l" | Unused straight waterway + Unknown BSicon "uABZq+lr" | Unknown BSicon "uKRZr+lr" | Unknown BSicon "uSTRr" |  |

| Urban stop on track | Urban straight track | Urban straight track |  |  |

| Urban straight track | Urban stop on track | Urban straight track |  |  |

| Urban straight track | Urban stop on track | Urban stop on track |  |  |

| Planned waterway | Unknown BSicon "uLLSTR2" | Unknown BSicon "uLLSTR2" + Unknown BSicon "uLLSTRc3" | Unknown BSicon "uLLSTRc3" |  |

| Planned waterway | Unknown BSicon "uLLSTRc1" | Unknown BSicon "uLSTR2+4" + Unknown BSicon "uLLSTRc1" | Unknown BSicon "uLSTR2+4" + Unknown BSicon "uLLSTRc3" | Unknown BSicon "uLLSTRc3" |

| Planned waterway |  | Unknown BSicon "uLLSTRc1" | Unknown BSicon "uLLSTR+4" + Unknown BSicon "uLLSTRc1" | Unknown BSicon "uLLSTR+4" |

| Urban straight track |  | Unknown BSicon "uSTR+l" | Urban straight with junctions to and from right | Urban straight track |

| Unknown BSicon "uWBRÜCKE1" | Transverse water | Unknown BSicon "uWBRÜCKE1" | Unknown BSicon "uWBRÜCKE1" | Unknown BSicon "uWBRÜCKE1" |

| Unknown BSicon "uKRZr+lr" | Unknown BSicon "uHSTq" | Urban straight with junctions to and from right | Urban straight track | Urban straight track |

| Urban station on track |  | Urban straight track | Urban straight track | Urban straight track |

| Urban straight track |  | Urban stop on track | Urban stop on track | Urban straight track |

| Urban straight track | Unknown BSicon "uSTR+l" | Unknown BSicon "uABZqlr" | Unknown BSicon "uKRZr+l" | Urban straight with junctions to and from right |

| Urban straight track | Urban stop on track |  | Urban straight track | Urban stop on track |

| Urban straight track | Urban stop on track |  | Urban straight track | Urban straight track |

| Urban straight track | Urban stop on track | Unknown BSicon "uKRW+l" | Unknown BSicon "uKRWr" | Urban stop on track |

| Urban straight track | Urban straight track | Urban stop on track | Unknown BSicon "uKRW+l" | Unknown BSicon "uKRWr" |

| Urban straight track | Urban straight track | Urban straight track | Urban station on track |  |

| Urban stop on track | Urban straight track | Urban straight track | Urban straight track | Urban continuation backward |

| Urban straight track | Urban straight track | Urban straight track | Unknown BSicon "uSTRl" | Unknown BSicon "uKRZl+r" |

| Urban straight track | Urban straight track | Urban straight track |  | Unknown BSicon "uÜSTr" |

| Urban straight track | Urban straight track | Unknown BSicon "uABZg+l" | Unknown BSicon "uTUNNEL1q" | Unknown BSicon "uABZgr" |

| Unknown BSicon "uKRWg+l" | Unknown BSicon "uKRWr" | Urban straight track |  | Urban continuation forward |

| Urban stop on track |  | Urban stop on track |  |  |

| Urban stop on track | Unknown BSicon "exKBHFa" | Urban stop on track |  |  |

| Unknown BSicon "uWSLgr" | Unknown BSicon "exSTR" | Unknown BSicon "uWSLgr" |  |  |

| Unknown BSicon "exKRW+l" + Urban straight track | Unknown BSicon "exKRWr" | Unknown BSicon "uKRWgl" | Unknown BSicon "uKRW+r" |  |

| Urban straight track |  | Urban stop on track | Urban stop on track |  |

| Urban straight track |  | Urban station on track | Urban station on track |  |

| Urban straight track |  | Unknown BSicon "uWSLgl" | Unknown BSicon "uWSLe" |  |

| Unknown BSicon "uABZgl+l" | Urban transverse track | Unknown BSicon "uSTRr" |  |  |

| Urban stop on track |

| Unknown BSicon "uKRWl" | Unknown BSicon "uKRW+r" |  |  |  |

| Unknown BSicon "uKDSTa" | Urban straight track |  |  |  |

| Unknown BSicon "uSTRl" | Urban straight with junctions to and from right |  |  |  |

|  | Unknown BSicon "exKRWl" + Urban straight track | Unknown BSicon "exKRW+r" |  |  |

|  | Urban straight track | Unused continuation forward |  |  |

|  | Unknown BSicon "uWSLg+l" |

|  | Unknown BSicon "uWSLgr" |

|  | Urban station on track |

| Unknown BSicon "uCONTgq" | Urban straight with junctions to and from right |  |  |  |

|  | Urban continuation forward |

|  |  |  |  |  |

|  |  |  |  |  |

|  |  |  |  |  |

|  |  |  |  |  |

|  |  |  |  |  |

|  |  |  |  |  |

|  |  |  |  |  |

|  |  |  |  |  |

|  |  |  |  | Urban stop on track |

|  |  |  | Unknown BSicon "uSTR+l" | Urban straight with junctions to and from right |

|  | Unknown BSicon "uexSTR+l" | Unused transverse waterway | Unknown BSicon "uexABZq+l" + Urban straight track | Unknown BSicon "ueABZgr" |

| Transverse water | Unknown BSicon "uexWBRÜCKE1" | Transverse water | Unknown BSicon "uWBRÜCKE1" |  |

| Unknown BSicon "uABZq+lr" | Unknown BSicon "uexABZqlr" + Urban transverse track | Urban transverse track | Urban straight with junctions to and from right |  |

| Unknown BSicon "uexKSTReq" + Urban station on track |  |  | Urban straight track |  |

| Urban straight track |  |  | Urban straight track |  |

| Urban straight track | Unknown BSicon "uexSTR+l" | Unknown BSicon "uxABZq+l" | Unknown BSicon "uABZqlr" |  |

| Urban straight track | Unused straight waterway | Urban straight track |  |  |

| Urban straight track | Unused straight waterway | Urban straight track |  |  |

| Unknown BSicon "uABZg+l" | Unknown BSicon "uxKRZ" | Unknown BSicon "uSTRr" |  |  |

| Unknown BSicon "uexKSTRaq" + Urban end station | Unknown BSicon "uexSTRr" |  |  |  |

|  |  | Unknown BSicon "exKBHFaq" | Urban continuation backward |  |

|  | Unknown BSicon "uexSTR+l" | Unknown BSicon "uxABZq+l" | Unknown BSicon "uABZgr+xr" |  |

|  | Unknown BSicon "uexBHF" | Urban straight track | Urban straight track |  |

|  | Unused straight waterway | Urban stop on track | Urban stop on track |  |

|  | Unknown BSicon "uexHST" | Urban straight track | Unknown BSicon "uWSLg+l" | Unknown BSicon "KBHFaq" |

|  | Unknown BSicon "uexHST" | Unknown BSicon "uABZg+l" | Unknown BSicon "uKRZlr+l" | Unknown BSicon "uBHFq" |

|  | Unknown BSicon "uexWBRÜCKE1" | Urban station on track | Unknown BSicon "uWBRÜCKE1" | Transverse water |

| Unknown BSicon "uSTR+l" | Unused straight waterway + Unknown BSicon "uABZq+lr" | Unknown BSicon "uKRZr+lr" | Unknown BSicon "uSTRr" |  |

| Urban stop on track | Urban straight track | Urban straight track |  |  |

| Urban straight track | Urban stop on track | Urban straight track |  |  |

| Urban straight track | Urban stop on track | Urban stop on track |  |  |

| Planned waterway | Unknown BSicon "uLLSTR2" | Unknown BSicon "uLLSTR2" + Unknown BSicon "uLLSTRc3" | Unknown BSicon "uLLSTRc3" |  |

| Planned waterway | Unknown BSicon "uLLSTRc1" | Unknown BSicon "uLSTR2+4" + Unknown BSicon "uLLSTRc1" | Unknown BSicon "uLSTR2+4" + Unknown BSicon "uLLSTRc3" | Unknown BSicon "uLLSTRc3" |

| Planned waterway |  | Unknown BSicon "uLLSTRc1" | Unknown BSicon "uLLSTR+4" + Unknown BSicon "uLLSTRc1" | Unknown BSicon "uLLSTR+4" |

| Urban straight track |  | Unknown BSicon "uSTR+l" | Urban straight with junctions to and from right | Urban straight track |

| Unknown BSicon "uWBRÜCKE1" | Transverse water | Unknown BSicon "uWBRÜCKE1" | Unknown BSicon "uWBRÜCKE1" | Unknown BSicon "uWBRÜCKE1" |

| Unknown BSicon "uKRZr+lr" | Unknown BSicon "uHSTq" | Urban straight with junctions to and from right | Urban straight track | Urban straight track |

| Urban station on track |  | Urban straight track | Urban straight track | Urban straight track |

| Urban straight track |  | Urban stop on track | Urban stop on track | Urban straight track |

| Urban straight track | Unknown BSicon "uSTR+l" | Unknown BSicon "uABZqlr" | Unknown BSicon "uKRZr+l" | Urban straight with junctions to and from right |

| Urban straight track | Urban stop on track |  | Urban straight track | Urban stop on track |

| Urban straight track | Urban stop on track |  | Urban straight track | Urban straight track |

| Urban straight track | Urban stop on track | Unknown BSicon "uKRW+l" | Unknown BSicon "uKRWr" | Urban stop on track |

| Urban straight track | Urban straight track | Urban stop on track | Unknown BSicon "uKRW+l" | Unknown BSicon "uKRWr" |

| Urban straight track | Urban straight track | Urban straight track | Urban station on track |  |

| Urban stop on track | Urban straight track | Urban straight track | Urban straight track | Urban continuation backward |

| Urban straight track | Urban straight track | Urban straight track | Unknown BSicon "uSTRl" | Unknown BSicon "uKRZl+r" |

| Urban straight track | Urban straight track | Urban straight track |  | Unknown BSicon "uÜSTr" |

| Urban straight track | Urban straight track | Unknown BSicon "uABZg+l" | Unknown BSicon "uTUNNEL1q" | Unknown BSicon "uABZgr" |

| Unknown BSicon "uKRWg+l" | Unknown BSicon "uKRWr" | Urban straight track |  | Urban continuation forward |

| Urban stop on track |  | Urban stop on track |  |  |

| Urban stop on track | Unknown BSicon "exKBHFa" | Urban stop on track |  |  |

| Unknown BSicon "uWSLgr" | Unknown BSicon "exSTR" | Unknown BSicon "uWSLgr" |  |  |

| Unknown BSicon "exKRW+l" + Urban straight track | Unknown BSicon "exKRWr" | Unknown BSicon "uKRWgl" | Unknown BSicon "uKRW+r" |  |

| Urban straight track |  | Urban stop on track | Urban stop on track |  |

| Urban straight track |  | Urban station on track | Urban station on track |  |

| Urban straight track |  | Unknown BSicon "uWSLgl" | Unknown BSicon "uWSLe" |  |

| Unknown BSicon "uABZgl+l" | Urban transverse track | Unknown BSicon "uSTRr" |  |  |

| Urban stop on track |

| Unknown BSicon "uKRWl" | Unknown BSicon "uKRW+r" |  |  |  |

| Unknown BSicon "uKDSTa" | Urban straight track |  |  |  |

| Unknown BSicon "uSTRl" | Urban straight with junctions to and from right |  |  |  |

|  | Unknown BSicon "exKRWl" + Urban straight track | Unknown BSicon "exKRW+r" |  |  |

|  | Urban straight track | Unused continuation forward |  |  |

|  | Unknown BSicon "uWSLg+l" |

|  | Unknown BSicon "uWSLgr" |

|  | Urban station on track |

| Unknown BSicon "uCONTgq" | Urban straight with junctions to and from right |  |  |  |

|  | Urban continuation forward |

|  |  |  |  |  |

|  |  |  |  |  |

|  |  |  |  |  |

|  |  |  |  |  |

|  |  |  |  |  |

|  |  |  |  |  |

|  |  |  |  |  |

|  |  |  |  |  |

|  |  |  |  | Urban stop on track |

|  |  |  | Unknown BSicon "uSTR+l" | Urban straight with junctions to and from right |

|  | Unknown BSicon "uexSTR+l" | Unused transverse waterway | Unknown BSicon "uexABZq+l" + Urban straight track | Unknown BSicon "ueABZgr" |

| Transverse water | Unknown BSicon "uexWBRÜCKE1" | Transverse water | Unknown BSicon "uWBRÜCKE1" |  |

| Unknown BSicon "uABZq+lr" | Unknown BSicon "uexABZqlr" + Urban transverse track | Urban transverse track | Urban straight with junctions to and from right |  |

| Unknown BSicon "uexKSTReq" + Urban station on track |  |  | Urban straight track |  |

| Urban straight track |  |  | Urban straight track |  |

| Urban straight track | Unknown BSicon "uexSTR+l" | Unknown BSicon "uxABZq+l" | Unknown BSicon "uABZqlr" |  |

| Urban straight track | Unused straight waterway | Urban straight track |  |  |

| Urban straight track | Unused straight waterway | Urban straight track |  |  |

| Unknown BSicon "uABZg+l" | Unknown BSicon "uxKRZ" | Unknown BSicon "uSTRr" |  |  |

| Unknown BSicon "uexKSTRaq" + Urban end station | Unknown BSicon "uexSTRr" |  |  |  |

| Urban straight track one-way forward | Unknown BSicon "uSTRg" |  |  |  |

| Unknown BSicon "uBHF(R)f" | Unknown BSicon "uBHF(L)g" |  |  |  |

| Urban straight track one-way forward | Unknown BSicon "uSTRg" |  |  | Unknown BSicon "lDAMPF" |

| Unknown BSicon "uABZg2" | Unknown BSicon "uSTR+c3" |  |  |  |

| Unknown BSicon "uSTR+c1" | Unknown BSicon "uKRZ2+4" | Unknown BSicon "uSTR3+l" | Urban transverse track + Unknown BSicon "NULgq" | Unknown BSicon "uSTR+r" |

| Unknown BSicon "uSTR+c2" | Unknown BSicon "uKRZ3+1" + Unknown BSicon "uSTRc2" | Unknown BSicon "uABZl+34" | Unknown BSicon "uSTR+r" | Urban straight track |

| Unknown BSicon "uABZg+1" | Unknown BSicon "uABZg+1" + Unknown BSicon "uSTRc4" | Unknown BSicon "uSTRc4" | Urban straight track | Urban straight track |

| Urban straight track one-way forward | Unknown BSicon "uSTRg" | Unknown BSicon "BUILDING" | Unknown BSicon "ueBHF(R)f" | Unknown BSicon "uSTRg" |

| Unknown BSicon "uSPLa" | Urban straight track |  | Unknown BSicon "ukSTR3" | Urban straight track |

| Unknown BSicon "uvKRZ" | Unknown BSicon "uKRZl" | Unknown BSicon "ukABZq1" | Unknown BSicon "uBHF(L)gq" + Unknown BSicon "ukSTRc4" | Unknown BSicon "uABZg+r" |

| Unknown BSicon "uvSTR-ABZgl" | Unknown BSicon "uKRZ" | Unknown BSicon "uvSTR+r-STR+l" | Unknown BSicon "uBHF(L)gq" | Unknown BSicon "uABZql" |

| Unknown BSicon "uvKRZ" | Unknown BSicon "uKRZr" | Unknown BSicon "uvABZg+r-STR" |  |  |

| Unknown BSicon "uvSHI1l" | Urban straight track + Unknown BSicon "uSHI1c3" | Unknown BSicon "uvSTRl-" + Unknown BSicon "uv-STR" | Unknown BSicon "uBHF(R)fq" | Unknown BSicon "uSHI4rq" |

| Unknown BSicon "uABZg+l" + Unknown BSicon "uSTR~L" | Unknown BSicon "uKRZ" + Unknown BSicon "uSTR~R" | Unknown BSicon "uv-STRr" |  | Unknown BSicon "uSHI4+lrq" |

| Urban straight track one-way forward + Unknown BSicon "uBS2c1" | Urban straight track + Unknown BSicon "uSTRl+4h" + Unknown BSicon "ukSTRc2" | Unknown BSicon "ukABZq+3" | Unknown BSicon "uBHF(R)fq" | Unknown BSicon "uSHI4lq" |

| Unknown BSicon "uhKRZWae(Rr)" | Unknown BSicon "ukABZg+1" | Transverse water + Unknown BSicon "PORTALr" | Transverse water | Transverse water |

| Unknown BSicon "uSTRr" | Unknown BSicon "uSTRg" |  |  |  |

| Unknown BSicon "uSTRfq" | Unknown BSicon "uSTRr" |  |  |  |

| Urban straight track one-way forward | Unknown BSicon "uSTRg" |  |  |  |

| Unknown BSicon "uBHF(R)f" | Unknown BSicon "uBHF(L)g" |  |  |  |

| Urban straight track one-way forward | Unknown BSicon "uSTRg" |  |  | Unknown BSicon "lDAMPF" |

| Unknown BSicon "uABZg2" | Unknown BSicon "uSTR+c3" |  |  |  |

| Unknown BSicon "uSTR+c1" | Unknown BSicon "uKRZ2+4" | Unknown BSicon "uSTR3+l" | Urban transverse track + Unknown BSicon "NULgq" | Unknown BSicon "uSTR+r" |

| Unknown BSicon "uSTR+c2" | Unknown BSicon "uKRZ3+1" + Unknown BSicon "uSTRc2" | Unknown BSicon "uABZl+34" | Unknown BSicon "uSTR+r" | Urban straight track |

| Unknown BSicon "uABZg+1" | Unknown BSicon "uABZg+1" + Unknown BSicon "uSTRc4" | Unknown BSicon "uSTRc4" | Urban straight track | Urban straight track |

| Urban straight track one-way forward | Unknown BSicon "uSTRg" | Unknown BSicon "BUILDING" | Unknown BSicon "ueBHF(R)f" | Unknown BSicon "uSTRg" |

| Unknown BSicon "uSPLa" | Urban straight track |  | Unknown BSicon "ukSTR3" | Urban straight track |

| Unknown BSicon "uvKRZ" | Unknown BSicon "uKRZl" | Unknown BSicon "ukABZq1" | Unknown BSicon "uBHF(L)gq" + Unknown BSicon "ukSTRc4" | Unknown BSicon "uABZg+r" |

| Unknown BSicon "uvSTR-ABZgl" | Unknown BSicon "uKRZ" | Unknown BSicon "uvSTR+r-STR+l" | Unknown BSicon "uBHF(L)gq" | Unknown BSicon "uABZql" |

| Unknown BSicon "uvKRZ" | Unknown BSicon "uKRZr" | Unknown BSicon "uvABZg+r-STR" |  |  |

| Unknown BSicon "uvSHI1l" | Urban straight track + Unknown BSicon "uSHI1c3" | Unknown BSicon "uvSTRl-" + Unknown BSicon "uv-STR" | Unknown BSicon "uBHF(R)fq" | Unknown BSicon "uSHI4rq" |

| Unknown BSicon "uABZg+l" + Unknown BSicon "uSTR~L" | Unknown BSicon "uKRZ" + Unknown BSicon "uSTR~R" | Unknown BSicon "uv-STRr" |  | Unknown BSicon "uSHI4+lrq" |

| Urban straight track one-way forward + Unknown BSicon "uBS2c1" | Urban straight track + Unknown BSicon "uSTRl+4h" + Unknown BSicon "ukSTRc2" | Unknown BSicon "ukABZq+3" | Unknown BSicon "uBHF(R)fq" | Unknown BSicon "uSHI4lq" |

| Unknown BSicon "uhKRZWae(Rr)" | Unknown BSicon "ukABZg+1" | Transverse water + Unknown BSicon "PORTALr" | Transverse water | Transverse water |

| Unknown BSicon "uSTRr" | Unknown BSicon "uSTRg" |  |  |  |

| Unknown BSicon "uSTRfq" | Unknown BSicon "uSTRr" |  |  |  |

## Linje 6, 7, 8 och 13 via Sahlgrenska, Linje 10 mot Guldheden
Linjen går delvis på egen banvall med gatukorsningar, men inte Vasaplatsen–Wavrinskys plats och väster om Sahlgrenska som är rent gatuspår med bilar. Den 1 km långa Chalmerstunneln mellan Aschebergsgatan vid Chalmers och Södra Vägen öppnades år 2000. Före år 1989 var Sahlgrenska en ändstation, men då öppnades linjen västerut.
Långt tidigare fanns det en enkelspårig förbindelse mellan Övre Husargatan och Sahlgrenskas norra entré, då Sveriges kortaste spårvägslinje med sina 900 meter. Det var linje 6 med gula skyltar som startade samma dag som Änggården införlivades med Göteborg, den 1 januari 1904. Linjen hette Änggårdslinjen, men kallades av göteborgshumorn för "blindtarmen". Denna linje gick mot färdriktningen med högertrafik i den norra körbanan i Per Dubbsgatan. Linjen hade två motorvagnar, och de bytte färdriktning cirka 150 gånger dagligen. År 1942 förlängdes linjen med 200 meter till Sahlgrenskas nya södra entré vid Guldhedsgatan.  
Linje 7 förlängdes den 12 januari 1945 från Wavrinskys plats till Sahlgrenskas norra entré. På sidorna hade vagnarna fortfarande kvar skyltarna "Kviberg—Centralstationen—Landala", då man ännu inte hade hittat något ord som täckte begreppen Landala och Sahlgrenska på samma gång. Framtill angavs dock "Sahlgrenska" som destination. Den första ordinarie turen avgick från Kviberg kl. 11.22 och alla vagnarna på linjen hade dagen till ära flaggprytts. Linje 6 och 7 kom under en tid att gå parallellt den korta sträckan mellan entréerna. Linje 6 kom snabbt att förlora sina passagerare, då 7:an förlängdes till Sahlgrenska och det gick snabbare från centrum till sjukhuset med linje 7. Den 16 september 1948 upphörde linje 6, och ersattes med buss 51 dagen därpå.
Senare har Änggårdslinjen återuppstått, som ett delprojekt i Kringen.

## Linjenätets utveckling
Vid årsskiftet 1902-1903 fanns vagnhallar på Stampen och i Majorna samt spårvägslinjerna:
- - Blå linje: Majorna - Viktoriabron - Västra Hamngatan - Redbergslid (Olskrokstorget)
  - Grön linje: Majorna - Viktoriabron - Västra Hamngatan - Getebergsäng
  - Röd linje: Redbergslid - Brunnsparken - Getebergsäng
  - Ringlinjen vit: Drottningtorget - Lilla Bommen - Västra Hamngatan Annedal - Slottsskogen - Järntorget - Valand - Drottningtorget.[36]
- 1903 öppnades en linje till Linnéplatsen (Säröbanans station) och 1904 upp till Sahlgrenska.
- 1903-1905 - Linjenätets medellängd var under perioden 34,38 kilometer.
- 1905 öppnades en linje till Kviberg.
- 1906-1910 - Linjenätets medellängd var under perioden 54,52 kilometer.[37]
- 1907 öppnades spårväg från Getebergsäng ner till Mölndal, liksom Långedragslinjen med ny spårväg från Majorna till Långedrag och 1908 till Saltholmen.
- 1911 - Linjenätets längd var vid årets slut 64,65 kilometer.
- 1912 - Linjenätets längd var vid årets slut 65,15 kilometer.
- 1913 - Linjenätets längd var vid årets slut 65,09 kilometer.
- 1914 - Linjenätets längd var vid årets slut 65,30 kilometer.
- 1915 - Linjenätets längd var vid årets slut 66,75 kilometer.
- 1916 - Linjenätets längd var vid årets slut 66,75 kilometer.
- 1917 - Linjenätets längd var vid årets slut 67,09 kilometer.
- 1918 - Linjenätets längd var vid årets slut 61,35 kilometer.
- 1919 - Linjenätets längd var vid årets slut 56,11 kilometer.
- 1920 - Linjenätets längd var vid årets slut 57,15 kilometer.[38]
- 1921-1925 - Linjenätets medellängd var under perioden 70,14 kilometer.
- 1926-1930 - Linjenätets medellängd var under perioden 79,09 kilometer.
- 1931 - Linjenätets längd var vid årets slut 83,25 kilometer.
- 1932 - Linjenätets längd var vid årets slut 87,37 kilometer.[37]
- 1939 - Götaälvbron till Hisingen byggdes 1939. Spårväg öppnades till Hjalmar Brantingsplatsen 1940, och vidare till Gropegårdsgatan (Lundby Egnahem) 1944.
- 1948 - Linjenätets längd var vid årets slut 89,64 kilometer.
- 1949 - Den 16 april ändrades linje 3:s ändstation till den nyanlagda slingan vid Härlanda. Den 16 juni ändrades sträckningen av linjerna 3 och 5, så att linje 5 från Härlanda gick på den nyanlagda spårvägssträckningen till Vidkärr och linje 3 och linje 5:s tidigare sträcka mellan Härlanda och Kålltorp. Linjenätets längd var vid årets slut 90,52 kilometer.[39]
- 1950 - Den 11 september utökades linje 4 från Elisedal till Krokslätt. Linjenätets längd var vid årets slut 91,22 kilometer.[40]
- 1951 - Den 26 april öppnades den nya linjesträckningen Örgryte—Kålltorp för trafik. Linjenätets längd var vid årets slut 93,65 kilometer.[41]
- 1952 - Linjenätets längd var vid årets slut 80,57 kilometer.
- 1953 - Extravagnarna till och från Säröbanans station som gått i flera år, drogs in den 18 mars. En ny spårvägsslinga vid Liseberg togs i bruk den 24 april. Den nya spårvägssträckningen till Södra Guldheden öppnades den 13 juni. Linjenätets längd var vid årets slut 80,64 kilometer.[42]
- 1954 - Den 1 juli slogs linjerna 1 och 2 ihop till en linje, benämnd linje 1, med sträckning: Vidkärr—Centralstationen—Slottsskogen—Lilla Bommen—Lundby Egnahem. Den 4 september flyttades ändstationen från Lundby Egnahem till Brämaregården. Den 1 juli fick linje 5 ny linjesträckning: Lundby Egnahem—Centralstationen—Torp. Den 24 augusti fick linje 1 ny linjesträckning, till och från Lundby: Vasaplatsen—Vasagatan i stället för Södra Larmgatan—Viktoriabron. Linjenätets längd var vid årets slut 79,34 kilometer.[43]
- 1955 - Spåranläggningen till Bräcke blev klar, med 4 966 meter enkelspår. Linjenätets längd var vid årets slut 69,02 kilometer.[44]
- 1956 - Spårvägstrafiken på linje 7 mellan Bellevue och Kviberg upphörde den 25 januari. En ny spårvägsslinga togs i bruk vid Linnéplatsen den 8 juni, då linje 1 delades upp i två linjer: linje 1 Linnéplatsen—Centralstationen—Vidkärr och linje 2 Linnéplatsen—Lilla Bommen—Brämaregården. Linjenätets längd var vid årets slut 68,80 kilometer.[45]
- 1957 - Linjen Bellevue—Kortedala öppnades den 20 maj. Den 19 maj flyttades vändslingan för linje 5 i Lundby från Volvo till Eketrägatan, vilket förlängde linjen med cirka 500 meter. Linjenätets längd var vid årets slut 72,27 kilometer.[46]
- 1958 - Linjenätets längd var vid årets slut 70,60 kilometer. Antalet spårvagnar var 298 och bussar (inklusive trådbussar) 215. Antalet passagerare var 71,3 miljoner för spårvagnarna och 22,1 miljoner för bussarna.[47]
- 1959 - Linje 5 utsträcktes den 15 juni från Eketrägatan till Väderilsgatan i Biskopsgården. Linjenätets längd var vid årets slut 71,55 kilometer.[48]
- 1960 - Linje 2 utsträcktes den 6 maj till Wieselgrensplatsen, vilket förlängde linjen med 650 meter. Linjenätets längd var vid årets slut 73,08 kilometer.[49]
- 1961 - Linjenätets längd var vid årets slut 73,08 kilometer.[50]
- 1962 - Linje 2 förlängdes den 9 april från Linnéplatsen till Frölundaborg. Den 12 juni förlängdes linje 3 från Högsbogatan till Frölundaborg. Trafiken på linje 1 framfördes samtidigt under högtrafik till Frölundaborg. Linjenätets längd var vid årets slut 78,70 kilometer.[51]
- 1964 - Spårvägstrafiken till Västra Frölunda öppnades den 16 mars genom att linje 2 förlängdes från Marklandsgatan till Västra Frölunda med första påstigningsplats vid Orgelgatan, då Frölunda torg ännu ej var klart. Linje 5 utsträcktes på Hisingen till Länsmansgården den 7 december. Linje 7:s trafik i Riddaregatan upphörde och linjen framfördes från den 30 december i Redbergsvägen—Ånäsvägen—Storkgatan. Linjenätets längd var vid årets slut 90,605 kilometer.[52]
- 1965 - Linjenätets längd var vid årets slut 91,685 kilometer.[53]
- 1966 - Linje 2 utsträcktes den 13 juni till Tynnered, och den 3 oktober utsträcktes linje 3 från Marklandsgatan till Frölunda torg. Linjenätets längd var vid årets slut 96,060 kilometer.[54]
- 1967 - Linjenätets längd var vid årets slut 96,010 kilometer.[55]
- 1968 - Linje 6 tillkom den 4 november på sträckan Aprilgatan—Väderilsgatan. Linjenätets längd var vid årets slut 105,415 kilometer.[56]
- 1969 - Spårvägslinje 8 tillkom den 27 januari, sträckan Polhemsplatsen—Alelyckan och den 1 december utsträcktes samma linje till Hjällbo. Linjenätets längd var vid årets slut 113,315 kilometer.[57]
- 1970 - Linjenätets längd var vid årets slut 115 kilometer.[58]
- 1972 - Spårvägslinjerna längd var 115 kilometer. Vagnparken bestod av 565 spårvagnar och bussar. År 1971 befordrades 84,4 miljoner passagerare i linjetrafiken.[59]
- 1978 - Spårvägslinjerna längd var 131 kilometer. Vagnparken bestod av 640 spårvagnar och bussar. År 1977 befordrades 84 miljoner passagerare i linjetrafiken.[60]
- 1984 - Spårvägslinjerna längd var 132 kilometer. Vagnparken bestod av 314 spårvagnar och 326 bussar. År 1983 befordrades 97,2 miljoner passagerare i linjetrafiken.[61]
- 1989 - Spårvägslinjerna längd var 115 kilometer. Vagnparken bestod av 253 spårvagnar och 288 bussar. År 1988 befordrades 84,5 miljoner passagerare i linjetrafiken.[62]